# Cyathophorella grandistipulacea
Cyathophorella grandistipulacea är en bladmossart som beskrevs av Hugh Neville Dixon och Kyuichi Sakurai 1936. Cyathophorella grandistipulacea ingår i släktet Cyathophorella, klassen egentliga bladmossor, divisionen bladmossor och riket växter. Inga underarter finns listade i Catalogue of Life.